# 21348 Toyoteru
21348 Toyoteru este un asteroid din centura principală de asteroizi.

## Descriere
21348 Toyoteru este un asteroid din centura principală de asteroizi. A fost descoperit pe 1 martie 1997 la Chichibu de Naoto Satō. Asteroidul prezintă o orbită caracterizată de o semiaxă mare de 2,62 ua, o excentricitate de 0,09 și o înclinație de 15,0° în raport cu ecliptica.